# David Means
David Means (Kalamazoo, 1961) è uno scrittore statunitense che vive a Nyack Stato di New York. I suoi racconti sono apparsi in diverse pubblicazioni come Esquire, The New Yorker e Harper's Magazine. Sono solitamente ambientati nel Midwest, nella Rust Belt oppure lungo il fiume Hudson.

## Opere

### Romanzi
- Hystopia (2016)

### Raccolte di Racconti
- A Quick Kiss of Redemption (1991) ISBN 0-688-09459-7
- Episodi incendiari assortiti (Assorted Fire Events), Minimum fax, 2013 ISBN 978-88-7521-487-6
- Il pesce rosso segreto (The Secret Goldfish), Einaudi, 2004 ISBN 978-8806168728
- Il punto (The Spot), Einaudi, 2014 ISBN 9788858413159

### Articoli
- "Stories I Used to Write," The Paris Review, No. 137, Winter 1995
- "Disclaimer," The Paris Review, No. 143, Summer 1997
- "Elective Mute," Esquire, February 2007
- "Wait for Walk," Abitare (Italy), May, 2008
- "Tree Line, Kansas," The New Yorker, October 25, 2010
- "The Butler's Lament," Zoetrope, Spring 2011
- "El Morro," The New Yorker, August 29, 2011
- "The Chair," The Paris Review, No. 200, Spring 2012
- "Farewell, My Brother," Zoetrope, Fall 2012

### Antologie
- Fakes: An Anthology of Pseudo-Interviews, Faux-Lectures, Quasi-Letters, "Found" Texts, and Other Fraudulent Artifacts, edited by David Shields and Matthew Vollmer, W. W. Norton, 2012

## Premi
- Los Angeles Times Book Prize (2000) for Assorted Fire Events[1]
- National Book Critics Circle Award (Finalist, 2000) for Assorted Fire Events[2]
- The Pushcart Prize (2001)
- Premio O. Henry (2006) for "Sault Ste. Marie"[3]
- Frank O'Connor International Short Story Award (Shortlist, 2005) for The Secret Goldfish[4]
- O. Henry Prize (2011) for "The Junction"[5]